# 号墓为陵
号墓为陵，是唐代皇室的一种极为特殊的丧葬制度，始于唐中宗时代。号墓为陵有两层含义，一是指称陵不称墓；二是指墓葬和随葬品以皇帝等级安排。
这一制度的实施时间极短，陪葬乾陵的懿德太子李重润墓和永泰公主李仙蕙墓这两座墓是按此制修建的，另外还有唐玄宗李隆基长兄李宪惠陵也以此制修建（《旧唐书》卷九十五记载“制号其墓为惠陵”）。安乐公主曾请求唐中宗以此制度安葬她的亡夫武崇训，被朝臣坚决谏阻。